# Zuidwestfaals voetbalkampioenschap
Het Zuidwestfaals voetbalkampioenschap was een van de regionale voetbalcompetities van de West-Duitse voetbalbond, die bestond van 1922 tot 1933.
In 1933 werden alle competities van de West-Duitse voetbalbond ontbonden door de NSDAP.

## Erelijst
- 1923 FC Jahn Siegen
- 1924 Sportfreunde Siegen
- 1925 Sportfreunde Siegen
- 1926 Sportfreunde Siegen
- 1927 Hagener SC 1905
- 1928 TuRV Hagen 1872
- 1929 SV Hüsten 09
- 1930 SuS Hüsten 09
- 1931 SuS Hüsten 09
- 1932 SuS Hüsten 09
- 1933 SuS Hüsten 09